# Лорел Парк (Вирџинија)
Лорел Парк (енгл. Laurel Park) насељено је место без административног статуса у америчкој савезној држави Вирџинија.

## Демографија
По попису из 2010. године број становника је 675, што је 106 (-13,6%) становника мање него 2000. године.
| Група             | 2000.       | 2010.       |
| Белци             | 254 (32,5%) | 222 (32,9%) |
| Афроамериканци    | 503 (64,4%) | 414 (61,3%) |
| Азијати           | 3 (0,4%)    | 7 (1,0%)    |
| Хиспаноамериканци | 15 (1,9%)   | 23 (3,4%)   |
| Укупно            | 781         | 675         |